# كييوكو ساياما
كييوكو ساياما (佐山 聖子 Sayama Kiyoko،ولدت في 3 أغسطس ) هي مخرجة رسوم متحركة في اليابان، ولدت في محافظة سايتاما، اسمها الآخر سيكو ساياما.

## الأعمال

### الأنمي التلفزيوني
- Nintama Rantarou (1993–1994) -لوحة قصة (ستوري بورد)، مخرج الحلقات
- تاما والأصدقاء (1994) - لوحة قصة (ستوري بورد)، مخرج الحلقات
- Gene Diver (1994–1995) - لوحة قصة (ستوري بورد)
- زهرة والسيف المضيف (1994–1996) - لوحة قصة (ستوري بورد)، مخرج الحلقات
- Harimogu Harry first series (1996) - لوحة قصة (ستوري بورد)، مخرج الحلقات
- Harimogu Harry
- Saber Marionette J to X (1998) - Chief Director، لوحة قصة (ستوري بورد (eps 1، 3، 6، 8-9، 11-25 odd، مخرج الحلقات (eps 1، 6، 9، 13، 17، 19، 21، 25، فن الخلفية(ep 12،الإيضاح (ep 26)،إطار رئيسي (رسوم متحركة) (eps 9، 25)،مساعد التصوير الفوتوغرافي (ED for ep. 25)
- Magic User's Club (1999) - لوحة قصة (ستوري بورد)، مخرج الحلقات
- الآن وفيما بعد (هنا وهناك) (1999–2000) -لوحة قصة (ستوري بورد)
- قائمة حلقات القناص (1999) (1999–2001) - لوحة قصة (ستوري بورد)
- Tsukikage Ran (2000) - لوحة قصة (ستوري بورد)
- الأولاد يكونون... (2000) - Special Thanks
- جاذبية (فيزياء) (2000–2001) - لوحة قصة (ستوري بورد)، مخرج الحلقات
- Prétear (2001) - مخرج
- Shiawase Sou no Okojo-san (2001–2002) - لوحة قصة (ستوري بورد)، مخرج الحلقات
- Seven of Seven (2002) - لوحة قصة (ستوري بورد)
- آي يوري آوشي (2002) - لوحة قصة (ستوري بورد)
- تشوبيتس (2002) - لوحة قصة (ستوري بورد)
- King of Bandit Jing (2002) - مخرج الحلقات
- Princess Tutu (2002–2003) - لوحة قصة (ستوري بورد)، مخرج الحلقات
- Galaxy Angel A (2002–2003) - لوحة قصة (ستوري بورد)
- لاست إكسايل (2003) - لوحة قصة (ستوري بورد)
- Kaleido Star (2003) - لوحة قصة (ستوري بورد)، مخرج الحلقات
- جوبي-تشان (2004) - لوحة قصة (ستوري بورد)
- Uta Kata (2004) - لوحة قصة (ستوري بورد)
- الملازم كيرو (2004-) - لوحة قصة (ستوري بورد)
- Fushigiboshi no Futagohime (2005–2006) - لوحة قصة (ستوري بورد)
- بلود+ (2005–2006) - لوحة قصة (ستوري بورد)، مخرج الحلقات
- نغم (2006) - لوحة قصة (ستوري بورد)، مخرج الحلقات
- Fushigiboshi no Futagohime Gyu! (2006-) - لوحة قصة (ستوري بورد)
- نانا (2006-) - لوحة قصة (ستوري بورد)
- Bokura ga Ita (2006) - لوحة قصة (ستوري بورد)
- فارس مصاص الدماء (2008) - Director، لوحة قصة (ستوري بورد) (OP1،ED1؛ eps 1، 3، 7، 13), مخرج الحلقات (OP1،ED1؛ ep 1)
- فارس مصاص الدماء: المذنب (2008) - مخرج، لوحة قصة (ستوري بورد) (OP، ED؛ eps 3، 6، 10، 13)، مخرج الحلقات (OP، ED)
- سكيب بيت (2009) - مخرج
- الشجعان العشرة (2012) -مخرج، لوحة قصة (ستوري بورد) (ED؛ eps 1-2، 5-6، 9-12)،مخرج الحلقاتr (eps 1، 6، 11-12)، Unit Director (ED)، Key Animation (ep 12)

### أوفا
- Miyuki-chan in Wonderland (1995) - مخرج (الحلقة 1)
- Angel Sanctuary (2000) -مخرج

## وصلات خارجية
- كييوكو ساياما على موقع IMDb (الإنجليزية)
- كييوكو ساياما على موقع ألو سيني (الفرنسية)
- كييوكو ساياما على موقع قاعدة بيانات الفيلم (الإنجليزية)
- كييوكو ساياما على موقع كينوبويسك (الروسية)
- كييوكو ساياما على موقع ANN person (الإنجليزية)

- Kiyoko Sayama official website
- Kiyoko Sayama إلى شبكة أخبار الأنمي's encyclopedia